# Algarvia (slak)
Algarvia is een geslacht van weekdieren uit de klasse van de Gastropoda (slakken).

## Soorten
- Algarvia alba Garcia-Gomez & Cervera, 1989